# Кь
Кь – dwuznak cyrylicy wykorzystywany w zapisie języka abchaskiego. Oznacza dźwięk [kʼʲ], czyli palatalizowaną spółgłoskę zwartą ejektywną miękkopodniebienną.

## Kodowanie
| Forma     | Wygląd | Części składowe | Części składowe |
| --------- | ------ | --------------- | --------------- |
| majuskuła | Кь     | U+041A К        | U+044C ь        |
| minuskuła | кь     | U+043A к        | U+044C ь        |